# Kościół Chrystusa Króla w Sanoku
Kościół Chrystusa Króla w Sanoku – świątynia parafii Chrystusa Króla w Sanoku. 
Mieści się w dzielnicy Sanoka, Wójtostwo, przy jej głównym trakcie, ulicy Jana Pawła II 55.

## Historia
Początkowo władze PRL nie wydawały zezwolenia na budowę kościoła w dzielnicy Wójtostwo. W 2. poł lat 70. kwestia wzniesienia świątyni została wstrzymana. Następnie stworzono kaplicę, w której odprawiano msze św., co wymusiło wydanie zgody na budowę świątyni. 18 sierpnia 1981 roku arcybiskup Ignacy Tokarczuk wydał dekret erygujący parafię. Zbudowano drewniany kościółek (funkcjonujący do 1990), a później w jego miejscu obecną świątynię za probostwa ks. Feliksa Kwaśnego.
Konsekracji kościoła pw. Chrystusa Króla dokonał 20 listopada 2004 arcybiskup Józef Michalik.
Raz w roku, w czasie trwania festiwalu im. Adama Didura, wnętrza świątyni służą jako sala koncertowa.

## Upamiętnienia
- Tablica upamiętniająca żołnierzy 6 Pomorskiej Dywizji Piechoty. Jej odsłonięcia 15 maja 1994 dokonali gen. January Komański, wicewojewoda krośnieński Stanisław Jucha, prezes SZGNiG Benedykt Oleksy i były żołnierz jednostki Franciszek Harłacz[3]. Inicjatorem ustanowienia tablicy był kpt. Marian Jarosz[4]. Projektantem był Władysław Kandefer. Inskrypcja brzmi: "Pamięci żołnierzy Ziemi Sanockiej z 6. Pomorskiej Dywizji Piechoty I Armii Wojska Polskiego. Poległym, którzy walczyli o wolność i niepodległość Ojczyzny. Kombatanci i społeczeństwo Ziemi Sanockiej 1943-1994"[5].
- Tablica upamiętniająca Wielki Jubileusz Roku 2000 z inskrypcją "Iubilaeum A.D. 2000. Christus Heri Hodie Semper." (pol. "Jubileusz roku 2000. Chrystus wczoraj dziś i na wieki").
- Bożodrzew upamiętniający Jana Pawła II, zasadzony przed kościołem w pierwszą rocznicę jego śmierci, 2 kwietnia 2006. Inskrypcja na tabliczce informuje: Bożodrzew Ailanthus glandulosa w hołdzie papieżowi Janowi Pawłowi II Honorowemu Obywatelowi Sanoka. Burmistrz miasta, Rada Miasta Sanoka, Zarząd Okręgu Bieszczadzkiego LOP. Sanok 2 kwietnia 2006.
- 30 października 2010 w Sanoku przy współudziale społeczeństwa oraz zaproszonych gości, m.in. biskupów Józefa Michalika i biskupa lwowskiego Mieczysława Mokrzyckiego, przed kościołem odsłonięto statuę św. Zygmunta Gorazdowskiego. Przedstawia stojącego ks. Zygmunta Gorazdowskiego skłaniającego się do siedziącej kobiety z dzieckiem na rękach. Treść podpisu na postumencie brzmi: Patron miasta Sanoka Św. Ks. Zygmunt Gorazdowski. 1845 Sanok 1920 Lwów. Autorami było małżeństwo Marek Maślaniec i Agnieszka Świerzowicz[6]. Został odsłonięty 30 października 2010 roku[7]. Sfinansowano go z darów sanoczan[8].
- W uroczystość rocznicy jubileuszu 40-lecia istnienia parafii 22 sierpnia 2021 do kościoła ofiarowano obraz Matki Bożej Katyńskiej[9].
- 5 marca 2023 w pomieszczeniu kościoła została otwarta Izba Pamięci ks. hm. Zdzisława Jastrzębiec Peszkowskiego[10].